# Pogonocherus hispidus
Pogonocherus hispidus là một loài bọ cánh cứng trong họ Cerambycidae.

## Hình ảnh

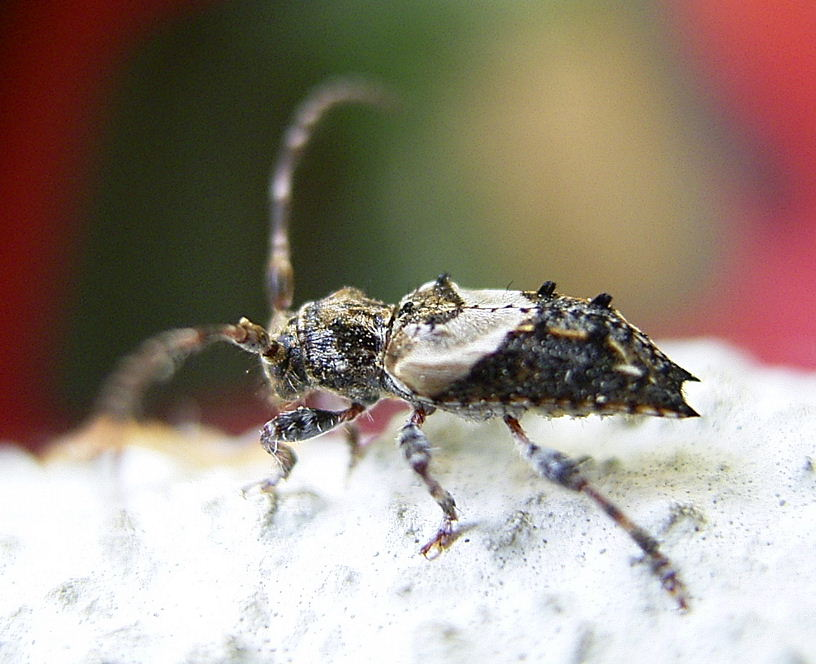
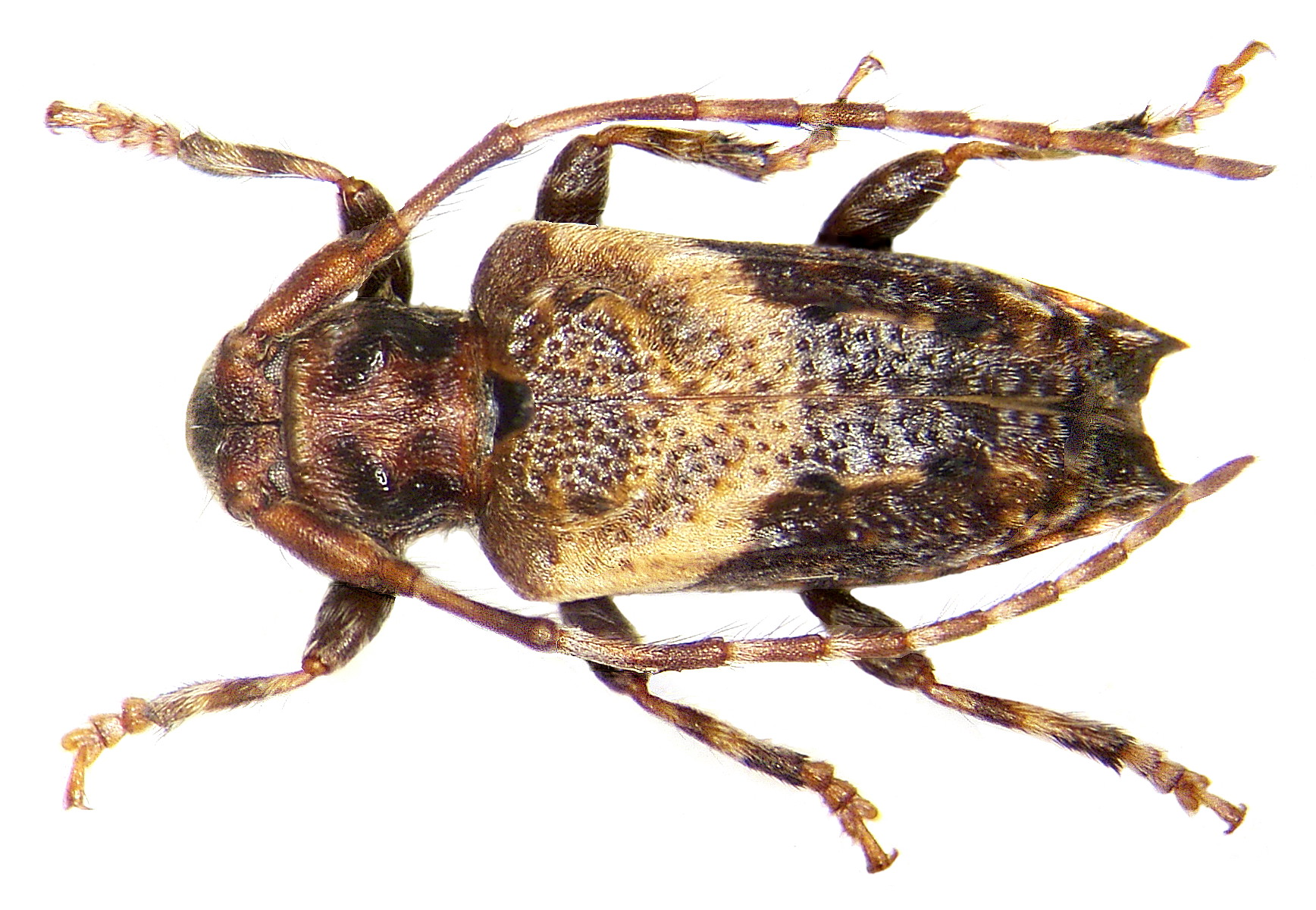
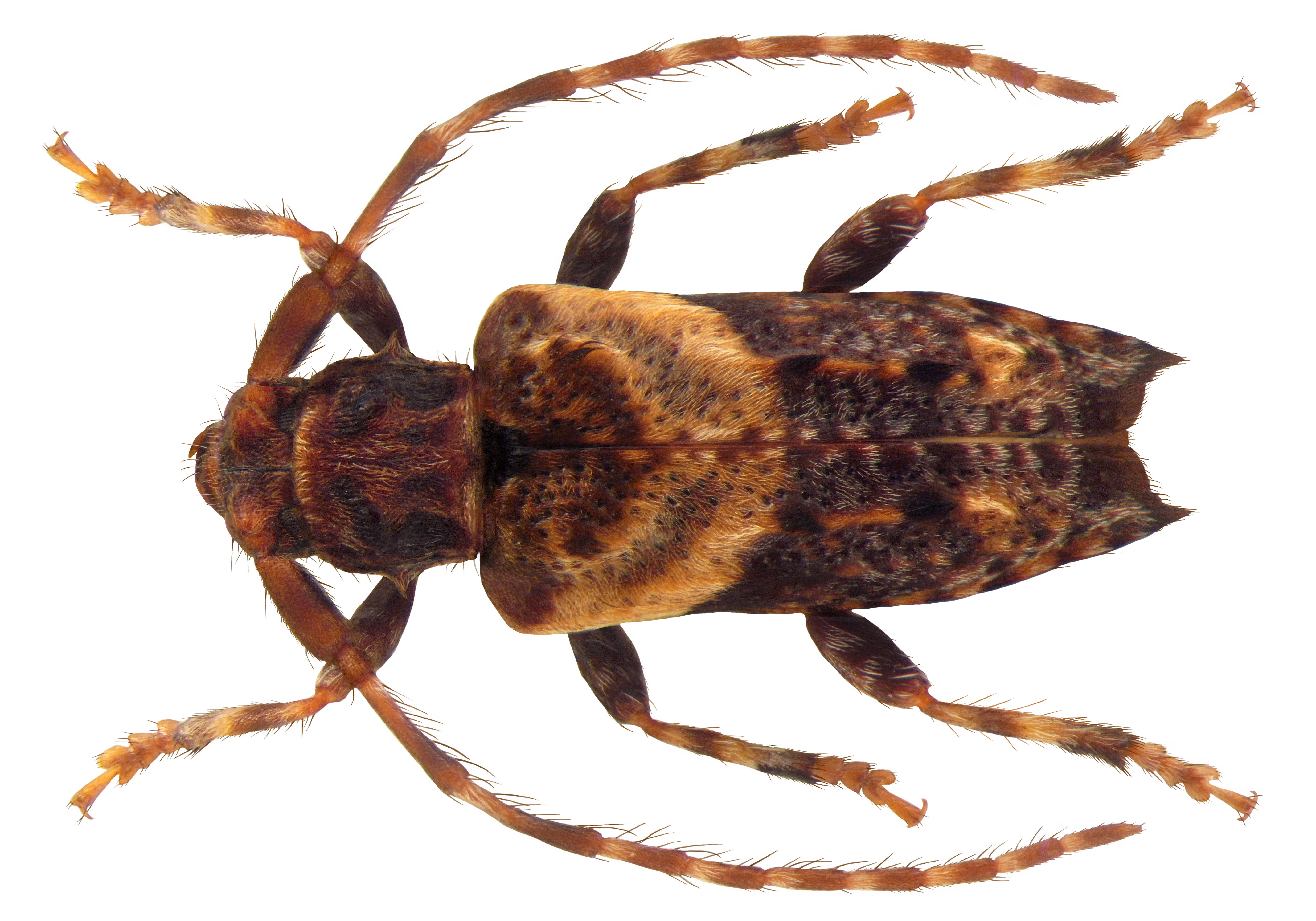
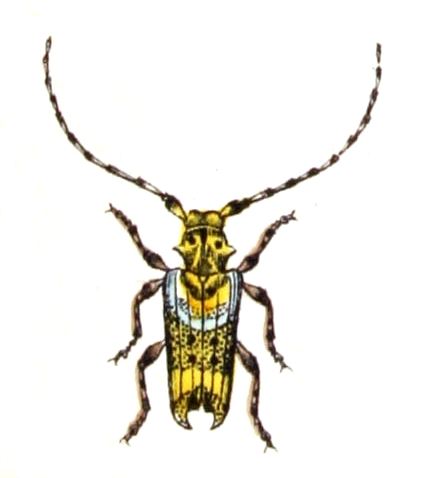